# Wombatowiec szorstkowłosy
Wombatowiec szorstkowłosy, wombat australijski, wombat północny (Lasiorhinus krefftii) – krytycznie zagrożony wyginięciem gatunek ssaka z rodziny wombatowatych (Vombatidae). Był masowo poławiany ze względu na atrakcyjne futro osiągające wysokie ceny. Do 1981 został niemal całkowicie wytępiony – szacowano, że przeżyło 20–40 osobników. W 2015 żyło ok. 80 dorosłych wombatów australijskich. W maju 2021 roku badacze stwierdzili, że populacja wzrosła do ponad 300 osobników

## Taksonomia
Gatunek po raz pierwszy zgodnie z zasadami nazewnictwa binominalnego opisał w 1873 brytyjski biolog i paleontolog Richard Owen nadając mu nazwę Phascolomys krefftii. Miejsce typowe to Breccia Cavern, Wellington Caves, Nowa Południowa Walia, Australia. Holotyp to czaszka (rostrum ze złamanymi siekaczami, kością przedszczękową i szczęką) o sygnaturze BMNH 42601 z kolekcji Muzeum Historii Naturalnej w Londynie. Dodatkowe szczątki kopalne znaleziono później w Queensland, południowo-zachodniej części Nowej Południowej Walii i Wiktorii.
Chociaż L. krefftii jest odrębny genetycznie, wykazuje niewiele różnic osteologicznych w stosunku do L. latifrons i prawdopodobnie reprezentuje koniec fragmentarycznej linii geograficznej. Opisano dwa podgatunki, barnardi i historycznie wymarły gillespiei, ale obecnie uważa się je za synonimy.
Autorzy Illustrated Checklist of the Mammals of the World uznają ten gatunek za monotypowy.

### Etymologia
- Lasiorhinus: gr. λασιος lasios ‘włochaty, kudłaty’; ῥις rhis, ῥινος rhinos ‘nos’[14].
- krefftii: Johann Ludwig Gerhard Krefft (1830–1881), niemiecki poszukiwacze przygód, artysta i przyrodnik który osiedlił się w Australii w 1852 roku[15].

## Zasięg występowania
Przed przybyciem Europejczyków do Australii wombat australijski występował licznie w Nowej Południowej Walii. Do 1910 obserwowano jeszcze dwie populacje - w południowym Queensland i w Nowej Południowej Walii. Obecnie ten gatunek torbacza spotykany jest jedynie w Epping Forest National Park w środkowym Queensland w północno-wschodniej Australii. Żyje na suchych, otwartych terenach.

## Charakterystyka
Wombatowiec szorstkowłosy jest zwierzęciem o masywnej i krępej budowie. Długość ciała samic 108,1 cm, samców 107,9 cm; masa ciała samic 31,9 kg, samców 31 kg. Ma dużą głowę, małe oczy i silnie umięśnione kończyny przednie. Należy do największych gatunków kopiących nory w ziemi. Po obu stronach nosa posiada długie włosy czuciowe, stąd nazwa szorstkonosy. U samic występuje torba lęgowa.
Ten gatunek prowadzi samotniczy tryb życia. Jest trudny do obserwacji w warunkach naturalnych. Pod ziemią buduje system tuneli, jest aktywny głównie w nocy. Żywi się trawami. W zasięgu swojego występowania musiał konkurować o pokarm ze stadami wypasanego bydła.

## Zagrożenia
Pierwotnie istniały dwie główne grupy wombatowców (druga to wombatowiec szerokogłowy, Lasiorhinus latifrons), które rozdzielała Zatoka Spencera w Australii Południowej. Oba gatunki doświadczyły spadku liczebności populacji w latach 1870-1920, na co największy wpływ miało wytrzebienie przez rolników, konkurencja o pokarm z introdukowanymi i zdziczałymi gatunkami oraz drapieżnictwo. Zagrożenia dla wombata północnego obejmują małą liczebność populacji, drapieżnictwo, konkurencję o pożywienie, choroby, powodzie, susze, pożary i utratę siedlisk. Jego mała, bardzo lokalna populacja sprawia, że gatunek ten jest szczególnie narażony na klęski żywiołowe. Dzikie psy są głównym drapieżnikami polującymi na wombatowce, ale rozprzestrzenianie się królików i działania właścicieli ziemskich również wpłynęły negatywnie na liczebność populacji.
W Czerwonej księdze gatunków zagrożonych Międzynarodowej Unii Ochrony Przyrody i Jej Zasobów został zaliczony do kategorii CR (ang. critically endangered „krytycznie zagrożony”).